# Лигус, Робин
Робин Станислав Лигус (англ. Robin Stanislaw Ligus, 1953, Шрусбери, Шропшир — 16 декабря 2022) — осуждённый английский серийный убийца. В 1996 году он был осуждён за убийство Роберта Янга и приговорён к пожизненному заключению. В 2011 году Лигусу было предъявлено обвинение ещё в трёх убийствах, он был признан виновным в двух убийствах и приговорён к бессрочному заключению в охраняемой больнице из-за последствий инсульта.

## Жертвы
- Тревор Брэдли (53 года), найден в сгоревшей машине в Мелверли[англ.][2].
- Брайан Коулз (57 лет) найден в своём доме в Хайер-Хит, недалеко от Уитчерча[англ.], забитый до смерти железным прутом[3].
- Роберт Янг (75 лет), убит в Шрусбери во время ограбления своего дома[4].

## Смерть
Лигус умер 16 декабря 2022 года в возрасте 70 лет.